# Tel Adaszim
Tel Adaszim (hebr. תל עדשים; ang. Tel Adashim) – moszaw położony w Samorządzie Regionu Emek Jizre’el, w Dystrykcie Północnym, w Izraelu.

## Położenie
Moszaw Tel Adaszim jest położony na wysokości od 90 do 105 metrów n.p.m. w północnej części intensywnie użytkowanej rolniczo dolinie Jezreel w Dolnej Galilei, na północy Izraela. Osada jest położona na niewielkim wzniesieniu, a okoliczny teren delikatnie opada w kierunku południowo-zachodnim. W odległości 2 km na północ od osady wznoszą się stoki masywu górskiego Hare Nacerat, który ciągnie się na północny wschód w kierunku do miasta Nazaret. Na wschód i południe od kibucu przepływa strumień Adaszim. W odległości 3,5 km na południowym wschodzie znajduje się masyw góry Giwat ha-More (515 m n.p.m.). W jego otoczeniu znajdują się miasta Nazaret i Afula, miasteczka Jafa an-Naserije, Iksal i Kefar Tawor, moszawy Balfurja i Kefar Gidon, kibuce Dawerat, Mizra i Ginnegar, oraz wioska komunalna Achuzzat Barak.
Tel Adaszim jest położony w Samorządzie Regionu Emek Jizre’el, w Poddystrykcie Jezreel, w Dystrykcie Północnym Izraela.

## Historia
Na początku XX wieku organizacje syjonistyczne zaczęły wykupywać pierwsze skrawki gruntów w Dolinie Jezreel (w owym czasie Palestyna była częścią Imperium Osmańskiego). Dzięki temu, w 1913 roku na zachodnim skraju doliny powstał niewielki przysiółek nazywany Tel Adas (hebr. תל עדש). Zamieszkały tu osoby związane z żydowską organizacją samoobrony Ha-Szomer. Zatrudniali się przy ochronie pastwisk oraz pól uprawnych żydowskich osad rolniczych w Dolnej Galilei. Wodę pitną otrzymywali od sąsiedniej wioski arabskiej Iksal. Podczas I wojny światowej byli prześladowani przez władze tureckie. Wszystkie trudności i doświadczenia doprowadziły do rozłamu wewnętrznego, w wyniku którego większość mieszkańców przeniosła się do kibucu Kefar Giladi w Górnej Galilei. W 1918 roku w przysiółku Tel Adas pozostały zaledwie dwie żydowskie rodziny. Tymczasem w wyniku wojny w 1918 roku cała Palestyna przeszła pod panowanie Brytyjczyków, którzy w 1922 roku formalnie utworzyli na tym obszarze Mandat Palestyny. Stworzyło to warunki do rozwoju osadnictwa żydowskiego w Palestynie. W takich okolicznościach, w 1923 roku Żydowski Fundusz Narodowy postanowił rozbudować opuszczony przysiółek Tel Adas i utworzyć na jego miejscu nowy moszaw. Zamieszkała w nim grupa imigrantów, która przeszła wcześniejsze szkolenie rolnicze w moszawie Kefar Urijja. Było to 40 żydowskich rodzin, które przyjechały z Polski i Rosji. W ten sposób powstała rolnicza osada. W pierwszych latach swojego istnienia przechodziła poważne trudności gospodarcze. W latach 1929–1930 uprawy rolnicze zostały zniszczone przez myszy. Od czasu do czasu moszaw cierpiał z powodu kradzieży o aktów sabotażu ze strony Arabów z sąsiedniej wioski Iksal. Podczas arabskiego powstania w Palestynie (1936–1939) podpalono stogi siana przy moszawie, a następnie usiłowano nałożyć zbiorowy haracz. W okresie tym część mieszkańców była zatrudniona przy ochronie linii kolejowej Doliny i ropociągu Mosul-Hajfa. Poszukując skutecznego rozwiązania narastającego konfliktu izraelsko-arabskiego w dniu 29 listopada 1947 roku została przyjęta Rezolucja Zgromadzenia Ogólnego ONZ nr 181. Zakładała ona między innymi, że moszaw Tel Adaszim miał znaleźć się w granicach nowo utworzonego państwa żydowskiego. Arabowie odrzucili tę Rezolucję i dzień później doprowadzili do wybuchu wojny domowej w Mandacie Palestyny. Na samym jej początku siły Arabskiej Armii Wyzwoleńczej zajęły pobliskie wioski i sparaliżowały żydowską komunikację w regionie. Dopiero działania podjęte podczas I wojny izraelsko-arabskiej w 1948 roku zabezpieczyły całą Dolinę Jezreel, umożliwiając dalszy rozwój żydowskiego osadnictwa. W latach 80. XX wieku moszaw znalazł się w głębokim kryzysie gospodarczym. Zmusiło to jego mieszkańców do przeprowadzenia restrukturyzacji i częściowej prywatyzacji. Wybudowano wówczas we wschodniej części moszawu nowe osiedle mieszkaniowe. Pojawienie się nowych mieszkańców pobudziło lokalną gospodarkę i pomogło w dalszym rozwoju moszawu.

## Demografia
Większość mieszkańców moszawu jest Żydami, jednak nie wszyscy identyfikują się z judaizmem. Tutejsza populacja jest świecka:

## Gospodarka i infrastruktura
Gospodarka moszawu opiera się na intensywnym rolnictwie. Uprawy obejmują tradycyjne uprawy rolne oraz warzywa, zioła, oliwki i kwiaty. Dodatkowo hoduje się bydło mleczne i drób. Z firm produkcyjnych znajduje się tutaj zakład urządzeń hydraulicznych. Część mieszkańców dojeżdża do miejsc pracy poza moszawem. W moszawie jest przychodnia zdrowia, sklep wielobranżowy oraz warsztat mechaniczny.

## Transport
Z moszawu wyjeżdża się na zachód na drogę nr 71, którą jadąc na południe dojeżdża się do kibucu Mizra oraz moszawów Kfar Gidon i Balfurja, oraz dalej do miasta Afula. Natomiast jadąc drogą nr 71 na północ dojeżdża się do skrzyżowania z drogą nr 73 prowadzącą na zachód do kibucu Ginnegar. Jadąc dalej na północ dojeżdża się do miasta Nazaret.

## Edukacja i kultura
Moszaw utrzymuje przedszkole. Starsze dzieci są dowożone do szkoły podstawowej w kibucu Ginnegar, lub szkoły średniej w sąsiednim kibucu Mizra. W 1965 roku na południowy zachód od moszawu wybudowano kompleks szkolny Akademickiego College Emek Jizre’el. W tutejszym kampusie studiuje 3,5 tys. studentów. W moszawie jest ośrodek kultury z biblioteką, basen kąpielowy, sala sportowa i boiska.

## Turystyka
Na południe od moszawu wznosi się wzgórze Tel Adaszim (129 metrów n.p.m.), na którym zlokalizowane jest stanowisko archeologiczne. Znaleziono tu liczne artefakty z okresu perskiego, hellenistycznego, rzymskiego, bizantyjskiego i islamskiego. Spacerując po wytyczonej ścieżce można oglądać zidentyfikowane znaleziska archeologiczne. Wśród okolicznych pól przepływają strumienie, tworzące miejscami niewielkie zbiorniki wodne. Są to pozostałości dawnych bagien. Tutejsza woda nie jest jednak czysta, a zbiorniki nie nadają się do kąpieli.

## Osoby związane z moszawem
- Refa’el Etan – izraelski generał i polityk, wychowywał się i dorastał w moszawie.